# Lenguas mbete
Las lenguas mbete, mbere o mbede son una división de las lenguas bantúes, codificada como grupo B.60. De acuerdo con Nurse y Philippson (2003), este grupo de lenguas constituyen un grupo filogenético válido, que incluye:
Mbete, Kaning'i, Mbaama-Mpini, Nduumo

## Comparación léxica
Los numerales en diferentes lenguas mbete son:
| GLOSA | Kaningi | Mbete   | Nduumo        | Mbaama        | PROTO- MBETE |
| ----- | ------- | ------- | ------------- | ------------- | ------------ |
| '1'   | mɔ̂ː     | -mɔ     | -mɔ           | mṍ            | *-mɔ         |
| '2'   | ẅɔ̂ːlɔ̀   | -ele    | -ɛːlɛ / -ɔːlɔ | ʤʷɛ́lɛ́ / ʤʲɛ́lɛ́ | *wɔlɛ        |
| '3'   | tátì    | -tare   | -tati         | tárí          | *-tati       |
| '4'   | nâ      | -na     | -na           | nà            | *-na         |
| '5'   | táːnì   | -taːni  | -taːni        | táːní         | *-taːni      |
| '6'   | sámínì  | -syaːmi | -sameni       | sʲàmì         | *-sʲamini    |
| '7'   | ʦàːmì   | nʦaːmi  | ʦaːmi         | nʧàmì         | *n-ʦaːmi     |
| '8'   | pwɔ́ːmɔ́  | mpfuɔmɔ | pwɔmɔ         | mfʷɔ́mṍ        | *m-pwɔmɔ     |
| '9'   | wǎ      | wa      | wua           | wà            | *wa          |
| '10'  | kúmì    | kuomi   | kumu          | kʷúːmí        | *ku(ː)mi     |